# Abel Popławski

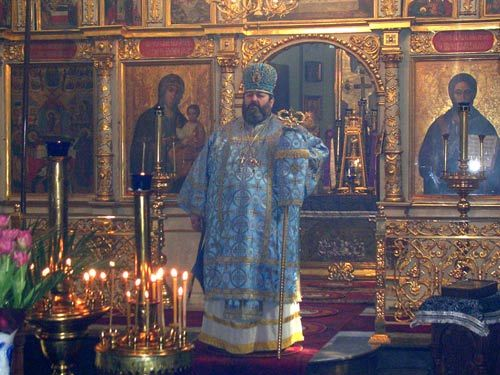
Arhiepiscopul Abel Poplawski

Abel (numele de mirean Andrzej Popławski, titlu oficial Înalt Prea Sfințitul Abel, arhiepiscop de Lublin și Chełm) (n. 8 aprilie 1958) este un duhovnic ortodox polonez, arhiepiscop titular al Arhiepiscopiei Ortodoxe de Lublin și Chełm.
A urmat Seminarul Teologic Ortodox din Varșovia, pe care l-a absolvit în 1980, apoi Academia Teologică Creștină din Varșovia. S-a călugărit și a fost hirotonit preot, fiind între 1982 și 1984 paroh în parohia ortodoxă din Komańcza, voievodatul Podcarpatiei. În 1984 a fost ridicat la treapta de arhimandrit la mănăstirea Sfântul Onufrie din Jabłeczna, voievodatul Lublin. Pe 25 martie 1989 a fost hirotonit episcop al noii înființatei episcopii ortodoxe de Lublin și Chełm. Din 2001 este arhiepiscop.

## Fotogalerie

Catedrala ortodoxă din Lublin
Catedrala ortodoxă din Lublin - serviciu liturgic
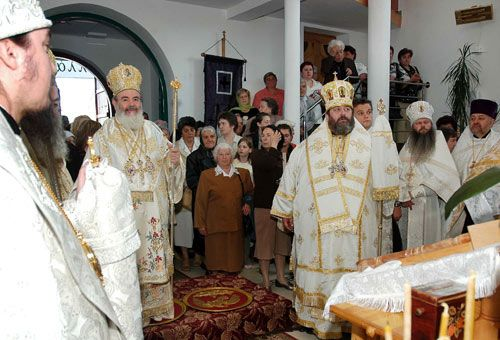
Arhiepiscopul Hristodoulos al Atenei și Arhiepiscopul Abel al Lublinului